# Златко Васић
Златко Васић (Апатин, 1973.) је вишеструко награђивани аутор поезије и прозе за децу и одрасле.

## Образовање и радна биографија
Златко Васић је рођен у Апатину 13. 6. 1973. год. Завршио је Средњу саобраћајно-техничку школу „Вељко Влаховић“ у Сомбору 1992. године. Од 1990. год. објављује поезију и прозу за децу и одрасле. Своје радове је објавио у преко четрдесет књижевних часописа, новина, зборника и билтена. Од 2012. год. седамдесет његових прича за децу прочитано је у емисији Добро јутро, децо Радио Београда 1. Од 1995 – 2021. год. је био запослен у Културном центру Апатин на месту уредника књижевног програма. Од 2017. год. је аутор Креативног центра, а од 2021. год. живи и ради у Немачкој. 

## Објављене књиге:
- „Ужаснути хор“, (Врбас, 1999), песме
- „Вечера са женом која губи моје ствари“, (Ивањица, 2003), поема
- „Војска облака и соли“, (Stylos Art, Нови Сад, 2017), роман
- „Чудесно путовање“, (Креативни центар, Београд, 2017), роман за децу
- „Шумски дерби“, (Креативни центар, Београд, 2019), роман за децу
- „Једрењак у кукурузу“, (Креативни центар, Београд, 2020), прича за децу
- „Ковчег за бостан“, (Креативни центар, Београд, 2020), прича за децу
- „Шушшшти шевар“, (Креативни центар, Београд, 2021), роман за децу

## Значајније награде
Његове најзначајније награде су:
- Друга награда за кратку причу „Дунавске обале“, Апатин, 1992.
- Прва награда на 30. Фестивалу југословенске поезије младих, Врбас, 1998.[5]
- Прва награда на 9. Конкурсу за најлепшу љубавну песму, Ивањица, 2000.[6]
- Награда „Плава повеља“ за кратку тему на 12. југословенском фестивалу поезије и песника „Златни песнички прстен“, Суботица 2001.
- Прва награда на Фестивалу поезије младих „Вукови ластари“, Лозница, 2001.
- Награда подружнице Удружења књижевника Србије за Поморавски округ на 23. Свесрпском фестивалу „Српско перо“, Јагодина 2008.
- Прва награда на конкурсу за кратку причу емисије „Добро јутро децо“ Радио Београда 1, Београд, 2012.[2]
- Трећа награда „Доситејево перо“ за 2017. годину, Београд 2018. (Чудесно путовање)[7]
- Награда „Невен“ за 2017. годину, Београд 2018. (Чудесно путовање)[8]
- Трећа награда „Доситејево перо“ за 2019. годину, Београд 2020. (Шумски дерби)[9]
- Награда града Ниша „Малени цвет“ за 2021. годину, Ниш 2022. (Шушшшти шевар)[10]

Његов роман „Чудесно путовање“  је 2021. године уврштен у допунски избор лектире за 4. разред основне школе. Био је и део пројекта „Машталица“ који је реализован у сарадњи VIP mobile и ИК Креативни центар, а у питању је онлајн колекција аудио-прича намењена деци предшколског узраста. По књизи „Једрењак у кукурузу“ је настала и позоришна представа за децу у извођењу Театрило Промо.